# Partito Liberale del Montenegro
Partito Liberale del Montenegro (in montenegrino: Liberalna partija Crne Gore LP) è un partito politico liberale.

## Storia
Il Partito Liberale del Montenegro è stato fondato il 28 ottobre 2004 a Podgorica. Esso è emerso da una fazione dell'Alleanza Liberale del Montenegro (LSCG), dopo una spaccatura interna.
Con lo scioglimento di LSCG, LP è rimasto l'unico partito liberale in Montenegro.
Durante il referendum sull'indipendenza nel 2006 i liberali hanno partecipato al blocco separatista insieme alla coalizione di governo e alle minoranze etniche.
Alle elezioni parlamentari del 2006, in coalizione col Partito Bosgnacco ha ottenuto un seggio nel Parlamento del Montenegro.
Alle elezioni parlamentari del 2009, in coalizione con il Centro Democratico non ha superato il quorum del 5%, rimanendo extraparlamentare.
Alle elezioni parlamentari del 2012, i liberali sono entrati a far parte della Coalizione per un Montenegro Europeo ed ha ottenuto un seggio, mentre il presidente di LP Andrija Popović è stato nominato ministro per la gioventù e lo sport.
Il 21 novembre 2014 il partito è divenuto membro associato dell'ALDE.